# Drakut il vendicatore
Drakut il vendicatore è un film del 1961 diretto da Luigi Capuano.

## Trama
Uno zingaro salva la vita ad una principessa e se ne innamora. Anche lei lo ama, ma il loro sentimento è contrastato da un nobile, parente della ragazza, che aspira alla sua mano per conquistare il trono. A tale scopo non esita ad assassinare il re e a dichiarare prossime le nozze con la principessa. Lo zingaro, però, giunge con i compagni e in un drammatico scontro finisce il rivale.

## Produzione
Girato in esterni al castello di Trakošcan, in Croazia.